# الفتاة الثالثة (رواية)
الفتاة الثالثة (بـالإنجليزية: Third Girl) هي رواية تحقيق من تأليف أغاثا كريستي، نشرت لأول مرة في المملكة المتحدة في نوفمبر 1966  من طرف نادي كولنز للجرائم وفي الولايات المتحدة من طرف شركة دود و ميد في العام التالي. ظهرت في الرواية شخصية المحقق البلجيكي هيركيول بوارو، والكاتبة أريادني أوليفر.و من الجدير بالاهتمام في الرّواية هو أنها الوحيدة في العديد من السنوات التي ظهر فيها المحقق هيركيول بوارو من بداية الرواية إلى نهايتها. إضافةً إلى أنه من غير المألوف أن التحقيق تضمّن الكشف عن الجريمة الأولى في وقتٍ متأخّر نسبيًا من الرواية.

## ملخص الرواية
تطلب نورما ريستريك المساعدة من بوارو ظنًّا منها أنها قد ارتكبت جريمة قتل، لكنها عندما تلتقي به شخصيًّا، تهرب قائلةً إنه كبير في السّن. يتابع بوارو القضيًّة، فيكتشف أن صديقته الكاتبة أريادني أوليفر هي من أرسل نورما إليه. يعتقد المحقق البلجيكي أن هناك جريمة قتلٍ أثارت مخاوف نورما، ويقوم بجمع المعلومات رفقة الآنسة أوليفر عن طريق زيارة والديها والشقة التي كانت تقيم فيها. لا تعود نورما إلى شقتها بعد زيارتها لأبيها وزوجة أبيها في عطلة نهاية الأسبوع، وتجدها أوليفر صدفةً في مقهى مع صديقها ديفيد. يلتقي بوارو بنورما في نفس المقهى، فتذكر له جريمة القتل مجدّدًا، وبعد وصفها للأوقات الغريبة التي لا تستطيع تذكر ما حدث فيها، تغادر وهي خائفةٌ مجددًا. تتعقب أوليفر ديفيد، وينتهي بها الأمر معه في المستشفى بعد أن أصيب في رأسه عند مغادرته استديوه الفني. يوظف بوارو الدكتور ستيلينجفليت لتتبّع نورما، وينقذها هذا الأخير من حادثٍ مميت ويأخذها إلى عيادته لعلاجها والحفاظ على سلامتها.
أندرو، أب نورما، تخلّى عنها وعن أمها جريس عندما كان عمرها 5 سنوات، وهرب مع امرأةٍ كان معها في علاقة لم تستمرّ لفترةٍ طويلة، ثم سافر إلى افريقيا وأقام مشاريع ماليّة ناجحة. أما نورما، فقد عاشت مع أمها جريس إلى أن توفّيت تلك الأخيرة قبل عامين ونصف من أحداث الرواية. عاد أندرو إلى إنجلترا بعد وفاة شقيقه سايمون ليعمل في شركة العائلة قبل سنة، حيث وصل مع زوجةٍ شابةٍ جديدة. لم تجد نورما هذا الرّجل مألوفًا، لكنها تقبّلته. نورما هي الفتاة الثالثة في شقتها، حيث المستأجرة الرئيسية هي سكرتيرة أب نورما المكتشف حديثًا، أما الفتاة الأخرى فرانسيس فهي رسامة تسافر كثيرًا إلى معرض الفنون الذي تعمل فيه.
تكتشف أوليفر أنّ أمرأة تدعى لويز شاربنتييه قد ماتت حديثًا بعد سقوطها من نافذة غرفتها في نفس المبنى الذي تعيش فيه نورما، ويمرّ أسبوع قبل أن تخبر بوارو بذلك والذي يظن أن هذا هو ما يزعج نورما. تقول نورما أن والدها هرب مع لويز، وفي وقتٍ لاحق، تجد أوليفر ورقةً تربط بين لويز شاربنتييه وأندرو. تمرض ماري ريسترايك بسبب السم الذي وُضِع في طعامها، ويفقد السير روديريك مستنداتٍ من ملفّاته، ما يجعل الشّابة سونيا في موضع الشك.
يقوم الدكتور ستيلينج فليت بإغراء نورما بمقابلة ديفيد عن طريق اعلان في الجريدة، ويتمّ تخديرها مجددًا. تقتل فرانسيس ديفيد، وتحاول جعل الأمر يبدو كأنّ نورما هي التي فعلت ذلك، لكنّ الدم على السكين كان متخثّرًا عندما وجدت نورما نفسها ممسكةً به. يجمع بوارو الشّرطة وأفراد العائلة في شقة نورما، ويعلن أنّ أندرو قد مات في افريقيا، وأن روبرت أورويل انتحل شخصيّته لسرقة ثروة العائلة وقد جعل ديفيد يرسم لوحاتٍ لأندرو ولزوجته الراحلة قبل 20 عامًا كجزء من الخدعة. و الأكثر قسوةً من ذلك، أنّ روبرت وزوجته أعطيا نورما عدة أنواع من الأدوية والعقاقير التي جعلتها تهلوس وتتوهّم بأنها المذنبة. علاوةً على ذلك، فقد قامت الزوجة بتسميم نفسها على أمل تعليق التهمة بنورما. كتبت لويز إلى أندرو بعد علمها أنّه عاد إلى إنجلترا، فقتلتها فرانسيس؛ وكانت هذه هي الجريمة التي كانت نورما خائفةً من أنها ارتكبتها. كانت المرأة التي ادّعت بأنها زوجة أب نورما هي فرانسيس، التي ارتدت باروكةً شقراء لإخفاء شعرها الدّاكن عند تغيير الأدوار؛ قتلُ اثنين ممّن كان ممكنًا أن يكتشفا بأنها هي وزوجها محتالان كان جزءً فقط من جرائمها. يتمّ تبرئة سونيا عندما تجد أوراق روديرك، ويخطّط الاثنان للزواج. و يختار بوارو الدكتور ستيلينجفيلت لمساعدة نورما على أمل أن يتزوّجا، وسوف يفعلان.

## الشخصيات
- هيركيول بوارو: المحقق البلجيكي الشهير.
- أريادني أوليفر: كاتبة الروايات البوليسية الشهيرة وصديقة بوارو.
- الدكتور جون ستيلينجفليت: طبيب نفسيّ.
- السيد جوبي: قائد لشبكة من الأشخاص الذين يجمعون المعلومات لبوارو.
- ديفيد بيكر: صديق نورما، فنّان له سجلّ عند الشرطة، قُتل على يد فرانسيس.
- غريس بالدوين ريستريك: أمّ نورما التي توفّيت قبل عامين ونصف.
- الآنسة باترسبي: مديرة سابقة لمدرسة ميدوفيلد، أثبتت أن نورما مستقرّة عقليًا.
- روبرت أورويل: رجل التقى بأندرو ريستريك في افريقيا وانتحل شخصيّته لاحقًا.

المقيمون في منزل السير رودريك في لونغ باسينغ:
- السير رودريك هورسفيلد: يبلغ من العمر 65 عامًا، كان نشطًا في الحرب العالمية الثانية، خال الأخوين سيمون وأندرو ريستريك.
- سونيا: المساعدة الشخصية للسير رودريك، شابّة من هرتسوغوفينيا، رآها السيد جوبي وهو يترك كتابًا في السفارة.
- أندرو ريستريك: والد نورما الذي لم تتمّ رؤيته منذ أن كان عمر نورما 5 سنوات، عاد منذ سنة إلى إنجلترا.
- ماري ريستريك: زوجة أندرو الثانية وبالتالي زوجة أب نورما.

المقيمون في مبنى بوروديني السّكني :
- كلوديا ريس هولاند: تحمل عقد إيجار الشقة 67 حيث تعيش نورما، سكرتيرة والدها وابنة عضو في البرلمان.
- فرانسيس كاري: رفيقة سكن نورما وكلوديا، تعمل في معرض بوند ستريت الفنّي المُراقَب من طرف الشرطة. تلعب دورين اثنين، الأول كرفيقة سكن والثاني كزوجة روبرت أورويل، وينتحل الزوجان هوية أندرو وماري ريستريك للاستيلاء على ميراث العائلة. تقتل أولئك الذين يكتشفون أمرهما.
- نورما ريستريك: شابّة في التائعة عشر أو العشرين من عمرها، وهي ثالث مقيمة في الشقة.
- لويز بيريل شاربنتييه: امرأة في الأربعينيات، توفّيت بعد أن دفعتها فرانسيس من نافذة شقتها في الطابق 76، وهي المرأة التي تركها أندرو ريستريك والدة نورما الحقيقيّة.
- الآنسة جاكوبس: امرأة مسنّة، جارة كلوديا التي تعيش في الطابق الأسفل لطابق لويز.

## الترجمة العربية
- الفتاة الثالثة – دار الأجيال للنشر.[4]
- الجريمة المستحيلة – ترجمة عمر عبد العزيز أمين – دار ميوزيك للطبع والنشر. وتحمل الرواية الرقم (32) ضمن السلسلة.[5]
- لغز الألغاز - مكتبة معروف.[6][7]

1. ↑  Chris Peers, Ralph Spurrier and Jamie Sturgeon. Collins Crime Club – A checklist of First Editions. Dragonby Press (Second Edition) March 1999 (p. 15)
2. ↑  John Cooper and B.A. Pyke. Detective Fiction – the collector's guide: Second Edition (pp. 82, 87) Scholar Press. 1994. (ردمك 0-85967-991-8)
3. ↑  American Tribute to Agatha Christie نسخة محفوظة 9 أبريل 2016 على موقع واي باك مشين.
4. ↑  "الفتاة الثالثة". http://al-ajyal.com/. مؤرشف من الأصل في 2018-09-11. {{استشهاد ويب}}: روابط خارجية في |موقع= (مساعدة)
5. ↑  "الجريمة المستحيلة". abjjad. مؤرشف من الأصل في 2020-01-27.
6. ↑  "لغز الألغاز". abjjad.com. مؤرشف من الأصل في 2020-01-31.
7. ↑  "لغز الألغاز - أجاثا كريستي". maktbtna2211.com. مؤرشف من الأصل في 2018-05-29.